# Elektra (film fra 2005)
 For alternative betydninger, se Elektra (flertydig). (Se også artikler, som begynder med Elektra)
Elektra er en amerikansk actionfilm fra 2005 instrueret af Rob Bowman og er baseret på Daredevil-figuren Elektra. Filmen har Jennifer Garner i hovedrollen som Elektra, en rolle hun også spillede i filmen Daredevil, som Elektra-filmen er en efterfølger til. Desuden medvirker Goran Višnjić, Kirsten Prout og Terence Stamp.

## Medvirkende
- Jennifer Garner
- Terence Stamp
- Goran Višnjić
- Kirsten Prout
- Will Yun Lee
- Cary-Hiroyuki Tagawa
- Colin Cunningham
- Hiro Kanagawa
- Natassia Malthe
- Bob Sapp
- Chris Ackerman
- Edison T. Ribeiro
- Jana Mitsoula
- Kurt Max Runte
- Jason Isaacs
- Ben Affleck

## Ekstern henvisning
- Elektra på Internet Movie Database (engelsk)
- Elektra på Filmdatabasen
- Elektra på Scope
- Elektra i Svensk Filmdatabas (svensk)
- Elektra i Svensk mediedatabas (svensk)
- Elektra på AlloCiné (fransk)
- Elektra på MovieMeter (nederlandsk)
- Elektra på AllMovie (engelsk)
- Elektra hos American Film Institute (engelsk)
- Elektra hos British Film Institute (engelsk)